# Comarque de Huéscar
La comarque de Huéscar est une comarque appartenant à la province de Grenade en Espagne.
Liste des communes de la comarque de Huéscar :
- Castilléjar ;
- Castril ;
- Galera ;
- Huéscar ;
- Orce ;
- Puebla de Don Fadrique.